# Берёзовский муниципальный округ (Свердловская область)
Берёзовский муниципальный округ — муниципальное образование в Свердловской области России. Административный центр — город Берёзовский. Входит в состав Южного управленческого округа.
С точки зрения административно-территориального устройства области, Берёзовский муниципальный округ находится в границах административно-территориальной единицы города Берёзовского (соответствует категории города областного подчинения).

## География
Берёзовский муниципальный округ расположен на юге Свердловской области, к северо-востоку от Екатеринбурга. Площадь Берёзовского муниципального округа — 1126 км², что составляет приблизительно 0,58 % от общей площади Свердловской области.
Собственно город Берёзовский является городом-спутником Екатеринбурга. Берёзовский расположен в юго-западной части муниципального округа, преимущественно северо-восточнее Екатеринбургской кольцевой автодороги, к которой он примыкает, за исключением жилого района Новоберёзовского, который лежит в пределах ЕКАДа.
От кольцевой автодороги на северо-восток ответвляется Режевской тракт, который соединяет ряд посёлков Берёзовского муниципального округа. Сонаправленно с Режевским трактом проходит неэлектрифицированная железнодорожная ветка Шарташ — Егоршино, которая служит для связи с областным центром населённых пунктов не только Берёзовского муниципального округа, но и в целом северной и восточной частей Екатеринбургского региона.
В границах Берёзовского муниципального округа вдоль железной дороги расположены посёлки:
- Кедровка — здесь расположена станция Кедровка,
- Монетный — станция Монетная,
- Ключевск — остановочный пункт Тёплый Ключ и станция Копалуха,
- Лосиный — станция Адуй.

На северо-восток от города Берёзовского тянется Старопышминский тракт, соединяющий город с старинным посёлком Старопышминском. На восток от города тянется дорога, связывающая его с посёлками Становая и Сарапулка. Посёлки северной части муниципального округа: Лубяной, Солнечный и Зелёный Дол — связаны подъездной дорогой с Режевским трактом, которая начинается в районе посёлка Лосиного. От него же идёт другая тупиковая дорога, связывающая Лосиный с посёлком Безречным.
Берёзовский муниципальный округ, которому соответствует город Берёзовский как административно-территориальная единица, граничит:
- на севере — с Режевским муниципальным округом, которому соответствует Режевский район;
- на востоке — с Асбестовским муниципальным округом, который образован на части города Асбеста как административно-территориальной единицы;
- на юго-востоке — с Белоярским муниципальным округом (два отдельных участка границы) и городским округом Верхнее Дуброво, которые образованы на территории Белоярского района, а также с муниципальным округом Заречный, которому соответствует город Заречный как административно-территориальная единица;
- на юго-западе — с муниципальным образованием «город Екатеринбург», которому соответствует одноимённая административно-территориальная единица (из восьми административных районов Екатеринбурга с Берёзовским граничат два: Орджоникидзевский и Кировский).

### Физико-географические сведения
С физико-географической точки зрения, Берёзовский муниципальный округ расположен на восточном склоне Среднего Урала. По южной части муниципального округа с запада на восток протекает знаменитая река Пышма́.
В окружных границах в Пышму впадает несколько рек (от верхнего течения к нижнему):
- Берёзовка — правый приток, протекающий с юга на север по городу Берёзовскому,
- Шиловка — правый приток, начинающийся в Шиловском болоте, протекающий с юга на север через отдалённый городской район Шиловка и образующий недалеко от своего устья Шиловский пруд,
- Мурзинка — левый приток, начинающийся к востоку от посёлка Монетного, протекающий в основном с севера на юг и образующий возле устья небольшой пруд,
- Черемшанка — правый приток, начинающийся в районе коттеджного посёлка Шишкино и протекающий с юго-запада на северо-восток,
- Моренка — небольшой левый приток, начинающийся в болоте и протекающий возле полигона войсковой части № 47051,
- Становлянка — правый приток, протекающий с юго-запада на северо-восток, в устье которого находится посёлок Становая,
- Сарапулка — правый приток, протекающий с юга на север через одноимённый посёлок,
- прочие мелкие реки.

В юго-восточной части Берёзовского муниципального округа Пышма образует Белоярское водохранилище, тянущееся далеко за пределы округа. В границах муниципального образования в водохранилище впадают реки: Малая Липовка, Большая Липовка, Маралка и другие.
Река Мурзинка, вторая по длине в муниципальном округе, также принимает ряд притоков:
- Ивановка — правый приток, протекающий по лесу с северо-запада на юго-восток,
- Мочаловка — левый приток, начинающийся в Мочаловском болоте, к северо-востоку от посёлка Кедровка, и протекающей в основном на восток-юго-восток,
- другие мелкие речки и ручьи[3].

В северо-западной части Берёзовского муниципального округа через него протекает река Адуй (приток Режа), в которую в окружных границах впадает слева река Чёрная. Чёрная протекает в западной части муниципального округа. Она берёт исток в болоте близ ДНП «Дары осени» и протекает сначала с востока на запад, постепенно меняя направление на север. На реке находится посёлок Ключевск. В Чёрную также впадают реки:
- Ельничная — левый приток, начинающийся севернее посёлка Монетного, протекающий вдоль железной дороги и впадающий в Чёрную юго-восточнее Ключевска,
- Тёплый Ключ — левый приток, протекающий с запада на восток и впадающий в Чёрную в Ключевске,

а также ряд других мелких притоков.
Большая часть территории Берёзовского муниципального округа расположена к северу от реки Пышмы и занята в основном лесами. Среди лесов встречаются достаточно крупные болота: Каменное, Кузьмино, Малиновское, Мочаловское, Островное и другие.

## История

### Берёзовский городской Совет
2 апреля 1945 года Берёзовский район, образованный 26 июля 1937 года, был упразднён, а город Берёзовский отнесён к категории городов областного подчинения. Рабочие посёлки Монетный и Ключевск, а также Малиновский, Октябрьский, Первомайский, Пышминский и Сарапульский сельсоветы были подчинены Берёзовскому горсовету.
2 апреля 1947 года Сарапулка получила статус рабочего посёлка. Становая и Быстровский кордон были подчинены новообразованному Сарапульскому поссовету вместо Сарапульского сельсовета.
6 апреля 1956 года посёлок Островное с прилегающими к нему лесными кварталами 1, 2, 8, 9, 15, 16 Сухоложского лесхоза был передан из пригородной зоны города Асбеста в административное подчинение Монетного поссовета города Берёзовского.
1 февраля 1963 года Совет депутатов трудящихся города Берёзовского передан в подчинение Свердловскому областному Совету депутатов трудящихся.
22 ноября 1966 года посёлки квартала № 53, Лосиный второй, Лосиный третий, Лосиный пятый, Лосиный шестой и квартала № 75 были переименованы в Клюквенный, Лубяной, Безречный, Солнечный, Зелёный Дол и Шеинский.
11 ноября 1972 года были упразднены посёлки:
- Монетного поссовета — Квартал 11,
- Октябрьского поссовета — Белые Бараки и Пирейма,
- Сарапульского поссовета — Известковый,
- Старопышминского поссовета — Шеинский и Квартал 12.

30 декабря 1976 года упразднены посёлки Базисный (Монетный поссовет) и Черемшанка (Старопышминский поссовет).
23 февраля 1977 года в черту Ключевска был включён посёлок Капалуха, в черту Лосиного — посёлок Адуй, в черту Монетного — посёлки Благодатный и Отделение совхоза.
20 июля 1979 года посёлок Шиловка был передан из состава Старопышминского поссовета в состав Берёзовского горсовета, а 23 октября того же года вошёл в состав Берёзовского, превратившись в один из городских районов.
22 сентября 1981 года был упразднён посёлок Клюквенный Лосиного поссовета.

### Муниципальное образование
17 декабря 1995 года в результате местного референдума город Берёзовский и территории, подчинённые городской администрации, были преобразованы в муниципальное образование город Берёзовский. 10 ноября 1996 года муниципальное образование город Берёзовский было включено в областной реестр муниципальных образований (свидетельство № 35).
12 марта 1997 года в подчинении рабочего посёлка Монетного был образован Молодёжный (существовавший в СССР как 2-й участок совхоза «Шиловский»).
31 декабря 2004 года муниципальное образование было наделено статусом городского округа. Рабочие посёлки Кедровка, Ключевск, Лосиный, Монетный, Октябрьский, Сарапулка и Старопышминск были отнесены к категории сельских населённых пунктов к виду посёлок.
1 января 2006 года было утверждено название Берёзовский городской округ.
1 января 2025 года Берёзовский городской округ был преобразован в муниципальный округ.

## Население
| 2002    | 2009    | 2010    | 2011    | 2012    | 2013    | 2014    | 2015    |
| ------- | ------- | ------- | ------- | ------- | ------- | ------- | ------- |
| 63 351  | ↗66 430 | ↗68 772 | ↗69 132 | ↗71 023 | ↗72 229 | ↗73 184 | ↗73 916 |
| 2016    | 2017    | 2018    | 2019    | 2020    | 2021    | 2023    |         |
| ↗74 109 | ↗74 344 | ↗74 754 | ↗75 277 | ↗75 464 | ↗76 218 | ↗76 947 |         |

## Населённые пункты, административно-территориальное устройство
В состав Берёзовского муниципального округа входят 17 населённых пунктов: 1 собственно город и сельские населённые пункты.

### Административно-территориальное устройство до 1.10.2017 года
На момент административно-территориальной реформы 1 октября 2017 года в составе города Берёзовского как административно-территориальной единицы не выделялись сельсоветы, все сельские населённые пункты непосредственно входили в состав города.

### Населённые пункты
| №  | Населённый пункт  | Тип               | Население |
| -- | ----------------- | ----------------- | --------- |
| 1  | Безречный         | посёлок           | ↘110      |
| 2  | Берёзовский       | город, адм. центр | ↗60 566   |
| 3  | Зелёный Дол       | посёлок           | ↘40       |
| 4  | Кедровка          | посёлок           | ↗2486     |
| 5  | Ключевск          | посёлок           | ↗2013     |
| 6  | Красногвардейский | посёлок           | ↗24       |
| 7  | Липовский         | посёлок           | →0        |
| 8  | Лосиный           | посёлок           | ↗2355     |
| 9  | Лубяной           | посёлок           | ↗232      |
| 10 | Монетный          | посёлок           | ↘5616     |
| 11 | Мурзинский        | посёлок           | ↗12       |
| 12 | Октябрьский       | посёлок           | ↗127      |
| 13 | Островное         | посёлок           | ↘229      |
| 14 | Сарапулка         | посёлок           | ↗1540     |
| 15 | Солнечный         | посёлок           | ↘183      |
| 16 | Становая          | посёлок           | ↘452      |
| 17 | Старопышминск     | посёлок           | ↗1938     |

Ранее существовали поссоветы:
- Лосиный — рабочий посёлок Лосиный, посёлки Зелёный Дол, Лубяной, Солнечный;
- Монетный — рабочий посёлок Монетный, посёлки Липовский, Мурзинский, Островное;
- Октябрьский — рабочий посёлок Октябрьский, посёлки Кедровка, Красногвардейский;
- Сарапульский — рабочий посёлок Сарапулка, посёлок Становая.

В январе 2021 года посёлок Молодёжный был включён в черту посёлка Монетного.